# 恩特普赖斯 (堪萨斯州)
恩特普赖斯（英語：Enterprise）是美国堪薩斯州迪金森县的城市，在2010年的人口普查中有城市人口855。